# Ocellularia thryptica
Ocellularia thryptica är en lavart som beskrevs av Mason Ellsworth Hale 1973. 
Ocellularia thryptica ingår i släktet Ocellularia och familjen Thelotremataceae. Inga underarter finns listade i Catalogue of Life.